# Rection
En grammaire traditionnelle, la rection est, dans certaines langues, un processus par lequel, dans un rapport syntaxique de subordination, un mot (le régissant) impose à un autre mot (le régi) un certain moyen de réalisation du rapport. Ce moyen dépend de la langue en question et du sens du régissant, pouvant être de nature seulement analytique (une adposition), seulement synthétique (une certaine désinence casuelle) ou analytique et synthétique à la fois. Le régissant est en général un mot subordonnant à sens lexical (verbe, nom, adjectif ou adverbe), et le régi un nom ou un pronom. On considère comme des régissants les adpositions aussi, bien qu’elles soient des mots-outils, donc non subordonnants par eux-mêmes, parce que, dans les langues à déclinaison, elles peuvent imposer une certaine forme casuelle au mot avec lequel elles constituent un élément à fonction syntaxique,,,.
On utilise parfois le terme « régime » au lieu de « rection ». Ainsi, on parle de « régime casuel » des prépositions et des verbes, ou de « régime prépositionnel » des verbes et des autres subordonnants, mais « régime » a un autre sens aussi, dénommant ce qu’on appelle « régi » plus haut.
Dans l’interprétation ci-dessus, la rection concerne le moyen de réalisation du rapport syntaxique, et le régi est un complément d'objet du verbe ou un complément du nom, de l’adjectif ou de l’adverbe, analogue au complément d’objet, ainsi que le mot dont la forme est déterminée par l’adposition. Selon une interprétation plus large, la rection concerne n’importe quel élément de phrase, soit parce que sa forme est imposée par un autre élément, soit parce que sa présence est obligatoire en association avec un autre élément, soit parce qu’il change de façon significative le sens d’un autre élément.
Dans l’idée du caractère obligatoire d’un élément de phrase, la rection concerne également le prédicat en rapport avec le sujet. Cela concorde avec la notion de valence du verbe. De ce point de vue, seuls les verbes avalents peuvent fonctionner sans sujet (ex. pleuvoir), les autres étant au moins monovalents, c’est-à-dire ayant obligatoirement un sujet. Les verbes bivalents peuvent régir un complément d’objet et les trivalents – deux compléments d’objet, au moins l’un de ceux-ci étant obligatoire pour certains verbes.

## Rection du verbe

### Rection directe
Dans ce type de rection, le complément d’objet est lié au verbe sans adposition. On trouve cette situation pour le complément d'objet direct dans des langues sans déclinaison, régi par les verbes transitifs directs, en français et en anglais, par exemple :
- (fr) Pierre lit le journal[12] ;
- (en) The man kicked the ball « L’homme a frappé le ballon »[1].

Dans d’autres langues, celles qui ont une déclinaison relativement développée, le complément d’objet direct est dépourvu d’adposition, mais il doit être à un certain cas grammatical, le plus souvent à l’accusatif, exprimé, en fonction de la langue, plus ou moins souvent par une forme spécifique, donnée d’ordinaire par une désinence. Exemples:
- (la) Claudius Claudiam amat « Claudius aime Claudia »[9] ;
- (hu) Szeretem a süteményeket « J’aime les gâteaux »[13] ;
- (hr) Platit ću štetu « Je vais payer les dommages »[14].

Des vestiges de ce moyen se conservent en français ou en anglais quand le COD est exprimé par certains pronoms personnels conjoints dont la forme est différente de celle qu’ils ont en fonction de sujet :
- (fr) Est-ce que tu me reconnais ?[15] ;
- (en) Describe him to me « Décris/Décrivez-le-moi »[16].

Dans d’autres langues, divers autres types de compléments, régis par un verbe transitif indirect et correspondant au compléments d'objet indirect des grammaires du français, sont liés directement au verbe. C’est le cas du COI d’attribution, le verbe lui imposant le datif :
- (ro) Scriu părinților « J’écris à mes parents »[17] ;
- (hu) Adtam Gábornak egy könyvet « J’ai donné un livre à Gábor »[18] ;
- (cnr) Izdala je sobu dvjema studentkinjama « Elle a loué la chambre à deux étudiantes »[19].

Dans ces langues, pour d’autres types de COI que celui d’attribution, le verbe peut exiger d’autres cas, et ils peuvent correspondre à un COD en français :
- (sr) Seti se obećanja (cas génitif) « Il/Elle se souvient de sa promesse », Vladao je ogromnim carstvom (cas instrumental) « Il régnait sur un empire énorme »[20] ;
- (hu) Min gondolkodsz? (cas superessif) « À quoi réfléchis-tu ? », Kire vártok? (cas sublatif) « Qui attendez-vous ? »[21].

### Rection indirecte
Il s’agit de rection indirecte du verbe lorsque son complément y est lié par une adpositon : préposition dans certaines langues, postposition dans d’autres, par exemple en hongrois. C’est le cas, dans plusieurs langues, du COI exprimé par un nom ou par un pronom, disjoint s’il est personnel. Le choix de l’adposition est imposée par le sens du verbe. Dans les langues à déclinaison, le mot noyau du complément est, de plus, à un certain cas grammatical :
- (fr) Pierre obéit à ses parents[12] ;
- (en) He believes in ghosts « Il croit aux fantômes »[22] ;
- (ro) Depinde de tine (accusatif) « Ça dépend de toi »[3] ;
- (sr) Nisam mislio na vas (accusatif) « Je n’ai pas pensé à vous »[20] ;
- (hu) A gyanúsítottat felmentették a vád alól (nominatif) « Le suspect a été déchargé de l’accusation »[23].

## Rection du nom
Concernant la rection du nom, il s’agit tout d’abord de celle des noms dérivés de verbes. Ces noms régissent en général des compléments du nom de la même forme que le COI des verbes correspondants. En fonction de la langue en cause, cette rection peut être directe ou indirecte. Exemples :
- (fr) rection indirecte : Il démontra la liaison du théâtre aux mœurs[24] ;
- (ro) rection indirecte, complément au génitif : mers contra vântului « marche contre le vent »[25] ;
- (cnr) rection indirecte, complément à l’accusatif : vjera u uspjeh « croyance au succès »[26] ;
- (hu) rection directe, complément au superessif : hivatkozás valamire « référence à quelque chose »[27].

D’autres noms exercent leur rection lorsqu’ils font partie de locutions verbales :
- (fr) rection indirecte : tomber d’accord sur quelque chose, faire connaissance avec quelqu’un[28] ;
- (ro) rection indirecte : Un singur caz face excepție de la regulă « Un seul cas fait exception à la règle »[29] ;
- (hu) rection indirecte : ellentétben áll valamivel (complément à l’instrumental) « être en contradiction avec quelque chose », előnyben van valakivel szemben (complément à l’instrumental) « avoir l’avantage sur quelqu’un »[30].

## Rection de l’adjectif
L’adjectif aussi peut régir un complément analogue au COI du verbe :
- (fr) rection indirecte : un homme bon pour le service[31] ;
- (ro) rection directe, complément au datif: acțiune favorabilă cuiva « action favorable à quelqu’un »[17];
- (de) rection directe, complément au datif : dem Vater ähnlich « comme le père » (littéralement « semblable au père »)[2] ;
- (hu) :
  - rection directe : allergiás valamire (complément au superessif) « allergique à quelque chose », biztos valamiben (complément au cas inessif) « sûr(e) de quelque chose »[32] ;
  - rection indirecte : ellenséges valakivel szemben « hostile à quelqu’un » (complément à l’instrumental)[33].

## Rection de l’adverbe
Certains adverbes aussi peuvent régir un complément :
- (fr) rection indirecte : Il agit conformément à ses principes[34] ;
- (ro) rection indirecte : Lucrează independent de mine « Il/Elle travaille indépendamment de moi »[17] ;
- (hu) rection directe : hasonlóan valamihez (complément au cas allatif) « à l’instar de quelque chose », jobbra valamitől (complément au cas ablatif) « à droite de quelque chose »[35].

## Rection de l’adposition
La question de la rection de ces mots ne se pose que pour les langues à déclinaison. Les adpositions exigent que le régi soit à un certain cas ou, parfois, plusieurs cas sont possibles, y compris si le cas en cause est exprimé par la désinence ∅ (zéro), et tous les types de compléments exprimés par un nom ou un pronom sont concernés.
Ces mots présentent de grandes différences sémantiques. Certains ont un sens abstrait, qui ne permet pas leur représentation sensorielle, par exemple les prépositions contre, de, pour. D’autres, ayant un degrés d’abstractisation moindre, permettent une représentation sensorielle limitée, surtout ceux qui ont un sens spatial, comme les prépositions entre, vers, sous, etc.. L’emploi de tels mots a été étendu à l’expression d’autres rapports aussi (de cause, de but, etc.). Ainsi, surtout les prépositions primaires peuvent avoir des sens plus concrets ou plus abstraits en fonction des mots à sens notionnel qu’ils relient entre eux. Les adpositions dites secondaires, provenant par conversion de mots d’une autre nature, et les locutions équivalentes à des adjonctions, ont des sens plus précis, concrets ou abstraits.
Les cas exigés par les adpositions primaires et à sens abstrait ne sont en général pas motivés, mais il y a des adpositions secondaires et des locutions qui exigent le même cas que lorsqu’ils étaient ou sont des mots à sens lexical. Par exemple, la préposition du groupe (ro) împrejurul pădurii « autour de la forêt », comme son équivalent français, garde le sens du nom correspondant à « tour », qu’il contient, et le rapport initial de possession qu’il entretient avec le mot correspondant à « forêt », c’est pourquoi elle exige le cas génitif pour ce dernier. De même, dans la locution du groupe (ro) în fața casei « en face de la maison », le nom fața n’est pas analysé en tant que tel, mais exige le cas génitif pour le noyau du complément, parce que celui-ci serait le possesseur de fața si ce mot-ci exprimait l’objet possédé.

### Rection de l’adposition dans quelques langues
En roumain, la plupart des prépositions régissent un complément à l’accusatif, dont la forme ne diffère pas dans cette langue de celle du cas nominatif (ex. lângă foc « près du feu »), sauf de rares exceptions (ex. pentru tine « pour toi »). Il y a quelques prépositions utilisées avec le génitif (contra inundațiilor « contre les inondations », împrejurul turnului « autour de la tour », etc.) et quelques autres avec le datif : datorită / grație / mulțumită ajutorului « grâce à l’aide ».
Dans des langues comme BCMS, dont la déclinaison est plus développée qu’en roumain, la rection des prépositions est plus complexe. La plupart sont utilisées avec un seul cas, mais il y en a qui le sont avec deux, certaines même avec trois. Le choix du cas est le plus souvent déterminé par le sens de la préposition, mais il y en a qui sont utilisées avec deux cas tout en gardant le même sens, le cas étant dicté par le sens du verbe.
Exemples de prépositions utilisées avec un seul cas :
- avec le génitif : Sve će biti gotovo do jeseni « Tout sera prêt jusqu’à l’automne » ;
- avec le datif : Tako se on ponaša prema svim gostima « Il se comporte ainsi envers tous les invités » ;
- avec l’accusatif : Viđeli smo kroz prozor što se događa « Nous avons vu par la fenêtre ce qui se passait » ;
- avec l’instrumental : Stalno se svađa s komšijama « Il/Elle se dispute tout le temps avec ses voisins » ;
- avec le locatif : Postupite po zakonu! « Procédez conformément à la loi ! ».

Un exemple de préposition qui exige deux cas selon ses sens est s :
- avec le génitif : Crijep je pao s krova « La tuile est tombée du toit » ;
- avec l’instrumental : Susreo sam se s njim « Je l’ai rencontré » (litt. « Je me suis rencontré avec lui »).

Les cas utilisés avec certaines prépositions à sens spatial diffèrent selon le sens du verbe. Si le verbe exprime le déplacement vers un lieu, c’est l’accusatif qui est exigé : Golub je sletio na krov « Le pigeon a volé sur le toit ». Si, au contraire, le verbe n’exprime pas un tel déplacement (pouvant exprimer un déplacement sans but précisé), le cas est autre, avec la préposition de l’exemple précédent – le locatif : Golub je na krovu « Le pigeon est sur le toit ».
Il y a quelques prépositions qui sont employées avec deux cas différents selon le critère ci-dessus et avec un troisième lorsqu’elles ont un autre sens. Telle est la préposition u :
- avec l’accusatif, si le verbe exprime le déplacement vers un lieu : Idemo u šumu « Nous allons dans la forêt » ;
- avec le locatif, si le verbe n’exprime pas un tel déplacement : U šumi se čuje cvrkut ptica « Dans la forêt on entend le gazouillis des oiseaux » ;
- avec le génitif, si la préposition exprime la possession : U Milice duge trepavice « Milica a de longs cils » (litt. « Chez Milica longs cils »).

En hongrois, la plupart des postpositions exigent le cas nominatif (ex. A széket az asztal elé teszi « Il met la chaise devant la table »), mais il y en a qui régissent divers autres cas. Exemples :
- accusatif : Kétségeim vannak a jövőt illetően « J’ai des doutes quant à l’avenir » ;
- superessif : A regényein kívül drámákat is írt « Outre ses romans, il a écrit des drames » ;
- sublatif : Az intézkedés családunkra nézve kedvező « Cette mesure est avantageuse pour notre famille » ;
- allatif : A körülményekhez képest egészen jól élünk « Compte tenu des circonstances, nous vivons assez bien » ;
- datif : Bartóknak köszönhetően mindenki hallott a magyar zenéről « Grâce à Bartók, tout le monde a entendu parler de la musique hongroise » ;
- instrumental : A botránnyal összefüggésben emlegették a nevét « Son nom a été évoqué à propos du scandale ».

## Nécessité de l’élément régi
Le régi peut être nécessaire à divers degrés ou non nécessaire. Certes, les adpositions ne sont pas utilisées sans régi, mais dans le cas des autres types de régissants, c’est leur sens lexical qui détermine le degré de nécessité du régi, ce trait du régissant pouvant différer d’une langue à l’autre.
Le régi est obligatoire si sans lui il ne peut pas y avoir de syntagme ou de phrase correcte :
- complément d’objet direct :
  - (fr) Maman prépare un gâteau[43] ;
  - (ro) Atunci el spuse o prostie « Alors il dit une bêtise »[44] ;
- complément d’objet indirect : (hu) Jártas a biológiában « Il/Elle s’y connaît en biologie »[45].

Si l’on étend la notion de régi aux éléments dont la présence est obligatoire en association avec un autre élément, il faut mentionner qu’un complément circonstanciel aussi peut être un subordonné obligatoire. Tel est, par exemple, un CC pour le verbe habiter : (hu) Pista egyedül/Katával lakik « Pista habite seul/avec Kata ». Il y a des cas où l’épithète aussi est obligatoire : (cnr) Traži se igrač s dugim rukama « On cherche un joueur ayant des bras longs ».
Il s’agit de régi représentable si dans certaines circonstances il peut être omis, mais il est toujours sous-entendu grâce à la partie du contexte située avant lui :
- COD :
  - (fr) On connaît (ça)[43] ;
  - (ro) Am terminat (de scris) « J’ai fini (d’écrire) »[48] ;
- COI : (hu) Hozzáfog (valamihez) « Il/Elle se met à faire quelque chose »[49].

On parle de régi facultatif si ce n’est même pas nécessaire qu’il soit sous-entendu pour que le syntagme ou la phrase soit correcte :
- COD :
  - (fr) Pierre mange (une pomme)[50] ;
  - (ro) Citesc (un articol) « Je lis (un article) »[51] ;
  - (hu) A kislány (leckét) ír « La fillette écrit (un devoir) »[45] ;
- COI :
  - (fr) J’ai déjeuné (d’une tranche de jambon)[52] ;
  - (ro) Scriu (părinților) « J’écris (à mes parents) »[53].

## Régissants à plus d’un régi
Le verbe peut avoir plus d’un régi en fonction de sa valence, qui ne concerne pas les compléments circonstanciels, considérés comme non essentiels, se limitant donc aux compléments d’objet. Les mots coordonnés entre eux et régis par un verbe, appelés « objets multiples », ne comptent pas pour plusieurs régis, non plus qu’un complément et le pronom personnel qui l’anticipe ou le reprend.
Ainsi, du moins dans les langues mentionnées jusqu’ici, il y a des verbes qui peuvent avoir un COD et un COI, appelés dans ce cas objet premier et objet second :
- (fr) donner quelque chose (COD) à quelqu’un (COI)[55] ;
- (en) Mary gave John (COI) an apple (COD) « Mary a donné une pomme à John »[57] ;
- (ro) Profesorul dă copilului (COI) o carte (COD) « Le professeur donne un livre à l’enfant »[11] ;
- (hr) Ja sam joj (COI) oduzeo nešto (COD) « Je lui ai pris quelque chose »[58] ;
- (hu) Kinek (COI) akarsz ajándékot (COD) venni? « À qui veux-tu acheter un cadeau ? »[21]

Le verbe peut avoir deux objets indirects :
- (fr) un secret dont j’ai hérité de mon grand-père[55] ;
- (ro) Ți-am vorbit despre ea « Je t’ai parlé d’elle »[53].

Certains grammairiens parlent de verbes à deux objets directs, possibilité contestée par d’autres auteurs :
- (ro) Te anunț ceva « Je t’annonce quelque chose »[56] ;
- (hr) Vas nitko nije ništa pitao « Vous, personne ne vous a rien demandé »[60].

Cette opinion est argumentée par le fait que les pronoms COD ci-dessus, qui correspondent à des COI en français, sont exprimés par des mots à l’accusatif clairement identifiable par leur forme.
Eifring et Theil 2005 mentionne qu’il y des langues avec des verbes qui peuvent avoir plus de deux objets, comme le peul, où l’existence de trois objets est possible : Duudu hokkanii Buuba Muhammadu ceede « Duudu a donné à Muhammadu de l’argent pour Buuba ». Dans cette phrase, le mot exprimant le bénéficiaire de l’action, Buuba, est lui aussi un objet, auquel se réfère le suffixe -an- contenu dans le verbe hokkanii.

## Sources bibliographiques
- (ro) Avram, Mioara, Gramatica pentru toți [« Grammaire pour tous »], 2de édition, Bucarest, Humanitas, 1997,  (ISBN 973-28-0769-5)

- (hr) Barić, Eugenija et al., Hrvatska gramatika [« Grammaire croate »], 2de édition revue, Zagreb, Školska knjiga, 1997  (ISBN 953-0-40010-1)

- (ro) Bărbuță, Ion et alii, Gramatica uzuală a limbii române [« Grammaire usuelle du roumain »], Chișinău, Litera, 2000  (ISBN 9975-74-295-5) (consulté le 3 mars 2019)

- (ro) Bidu-Vrănceanu, Angela et al., Dicționar general de științe. Științe ale limbii [« Dictionnaire général des sciences. Sciences de la langue »], Bucarest, Editura științifică, 1997  (ISBN 973-440229-3) (consulté le 3 mars 2019)

- (en) Bussmann, Hadumod (dir.), Dictionary of Language and Linguistics [« Dictionnaire de la langue et de la linguistique »], Londres – New York, Routledge, 1998  (ISBN 0-203-98005-0) (consulté le 3 mars 2019)

- (cnr) Čirgić, Adnan ; Pranjković, Ivo ; Silić, Josip, Gramatika crnogorskoga jezika [« Grammaire du monténégrin »], Podgorica, Ministère de l’Enseignement et des Sciences du Monténégro, 2010  (ISBN 978-9940-9052-6-2) (consulté le 3 mars 2019)

- (ro) Constantinescu-Dobridor, Gheorghe, Dicționar de termeni lingvistici [« Dictionnaire de termes linguistiques »], Bucarest, Teora, 1998 ; en ligne : Dexonline (DTL) (consulté le 3 mars 2019)

- (en) Crystal, David, A Dictionary of Linguistics and Phonetics [« Dictionnaire de linguistique et de phonétique »], 4e édition, Blackwell Publishing, 2008  (ISBN 978-1-4051-5296-9) (consulté le 15 avril 2023)

- (hu) Cs. Nagy, Lajos, « Mondattan » [« Syntaxe »], A. Jászó, Anna (dir.), A magyar nyelv könyve [« Le livre de la langue hongroise »], 8e édition, Budapest, Trezor, 2007  (ISBN 978-963-8144-19-5), p. 321-344 (consulté le 3 mars 2019)

- Delatour, Yvonne et al., Nouvelle grammaire du français, Paris, Hachette, 2004  (ISBN 2-01-155271-0) (consulté le 3 mars 2019)

- Dubois, Jean et al., Dictionnaire de linguistique, Paris, Larousse-Bordas/VUEF, 2002 (consulté le 15 avril 2023)

- (en) Eastwood, John, Oxford Guide to English Grammar [« Guide Oxford de la grammaire anglaise »], Oxford, Oxford University Press, 1994  (ISBN 0-19-431351-4) (consulté le )

- (en) Eifring, Halvor et Theil, Rolf, Linguistics for Students of Asian and African Languages [« Linguistique pour les étudiants en langues asiatiques et africaines »], Université d’Oslo, 2005 (consulté le 3 mars 2019)

- (hu) Erdős, József (dir.), Küszöbszint. Magyar mint idegen nyelv [« Niveau-seuil. Hongrois langue étrangère »]. Université technique de Budapest, Institut de linguistique, Groupe pour le hongrois, 2001 (consulté le 3 mars 2019)

- Grevisse, Maurice et Goosse, André, Le Bon Usage. Grammaire française, Bruxelles, De Boeck Université, 2007, 14e édition,  (ISBN 978-2-8011-1404-9) (consulté le 15 avril 2023)

- Huot, Hélène, Constructions infinitives du français Genève / Paris, Librairie Droz, 1981  (ISBN 978-2-600-04310-6) (consulté le 3 mars 2019)

- (hu) Kálmán, László et Trón, Viktor, Bevezetés a nyelvtudományba [« Introduction à la linguistique »], 2de édition, augmentée, Budapest, Tinta, 2007  (ISBN 978-963-7094-65-1) (consulté le 15 avril 2023)

- (hu) Kálmánné Bors, Irén et A. Jászó, Anna, « Az egyszerű mondat » [« La phrase simple »], A. Jászó, Anna (dir.), A magyar nyelv könyve [« Le livre de la langue hongroise »], 8e édition, Budapest, Trezor, 2007  (ISBN 978-963-8144-19-5), p. 345-436 (consulté le 3 mars 2019)

- (hu) Karakai, Imre, Francia nyelvtan magyaroknak [« Français pour les Hongrois »], 6e édition, mis à jour le 2 décembre 2013 (consulté le 3 mars 2019)

- (sr) Klajn, Ivan, Gramatika srpskog jezika [« Grammaire de la langue serbe »], Belgrade, Zavod za udžbenike i nastavna sredstva, 2005  (ISBN 86-17-13188-8) (consulté le 15 avril 2023)

- (ro) Moldovan, Victoria ; Pop, Liana et Uricaru, Lucia, Nivel prag pentru învățarea limbii române ca limbă străină [« Niveau-seuil pour l’apprentissage du roumain langue étrangère »], Strasbourg, Conseil de l’Europe (Conseil de la Collaboration Culturelle). 2001 (consulté le 3 mars 2019)

- (ro) Munteanu, Eugen, « Miron Costin et Laurentius Toppeltinus : entre l'imitation de la syntaxe latine et le maniérisme rhétorique », Revue de linguistique romane, vol. 65, 2001 (consulté le 15 avril 2023)

- Szende, Thomas et Kassai, Georges, Grammaire fondamentale du hongrois, Paris, Langues et mondes – l’Asiathèque, 2007  (ISBN 978-2-91-525555-3) (consulté le 3 mars 2019)

- Vavula, Tatsiana, Approche idéographique et relationnelle des prépositions russes /v/ (dans, en…) et /na/ (sur, à…), thèse de doctorat, Université Paris-Sorbonne, 2012 (consulté le 15 avril 2023)